# Исенов, Мухамбет Айтуевич
Мухамбет Айтуевич Исенов (каз. Мұхамбет Айтуұлы Исенов; 25 ноября 1909, Уральская губерния, Российская империя — 3 октября 1992) — советский казахский партийный и государственный деятель. Первый секретарь Гурьевского обкома КП Казахстана (1964—1970).

## Биография

### Образование
Окончил Московский нефтяной институт имени И. М. Губкина. 

### Трудовая деятельность
Трудовую деятельность начал подручным рабочим на рыбном промысле.
- 1937—1941 гг. — инженер, диспетчер, начальник отдела, руководитель группы по Средней Азии Наркомата тяжелой промышленности СССР,
- 1944—1947 гг. — старший инженер, заместитель начальника отдела наркомата, министерства нефтяной промышленности СССР,
- 1947—1952 гг. — заместитель секретаря Гурьевского обкома партии,
- 1952—1960 гг. — заместитель заведующего отделом, отделом тяжелой промышленности ЦК Компартии Казахстана,
- 1960—1962 гг. — начальник управления топливной промышленности Казахского Совета народного хозяйства,
- 1962—1963 гг. — секретарь Казахского республиканского совета профсоюзов,
- 1963—1964 гг. — второй секретарь Западно-Казахстанского крайкома партии — председатель Бюро по промышленности и строительству,
- 1964—1970 гг. — первый секретарь Гурьевского обкома Компартии Казахстана.

Депутат Верховного Совета СССР 7-го созыва.

## Награды и звания
- орден Ленина (24.11.1969)
- орден Отечественной войны I степени (11.03.1985)
- 2 ордена Трудового Красного Знамени
- орден Красной Звезды (05.11.1943)
- орден «Знак Почёта»
- медаль «За отвагу» (27.10.1942)
- медали
- Почётный нефтяник Республики Казахстан
- Почётный гражданин города Гурьев